# Jösse Car
Jösse Car var en svensk sportbilstillverkare 1994–2000, med säte i Arvika. Företaget lanserade en enda modell, kallad Indigo 3000 som tillverkades i 47 exemplar före nedläggningen.
Bolaget grundades 1994 av Bengt Lidmalm som fått idén till en roadstermodell under besök i England där han sett TVR. För bilens formgivning engagerades Hans Philip Zachau och Lasse Pettersson. Indigo 3000 var baserad på en egen rörrams-konstruktion och använde komponenter från Volvo. Serieproduktion sattes igång 1996, men endast 40 bilar hann byggas innan företaget gick i konkurs 1999.
Namnet på företaget hämtades från Jösse härad vilket omfattade stora delar av det som idag är Arvika kommun. I företagets logotyp hade man låtit innefatta Arvika kommunvapen vilket uppvisar en stegrande häst i silver på en blå sköld beströdd med kugghjul.
Von Braun Sports Cars meddelade i december 2014 att företaget köpt upp rättigheterna till JC Indigo 3000 och efter vidareutveckling tillverkas nu bilen av Lusitano Cars, som förvärvade tillgångar och rättigheter efter den svenska tillverkaren Indigo Cars. Modellen kallas Lusitano 3000R.

## Produktion
- 1995: 2 Prototyp
- 1996: 6
- 1997: 13
- 1998: 15
- 1999: 8
- 2000: 3

Den första prototypen och det sist producerade exemplaret finns utställda på Arvika Fordonsmuseum